# クリスティアーン・ヘンドリク・ペルズーン

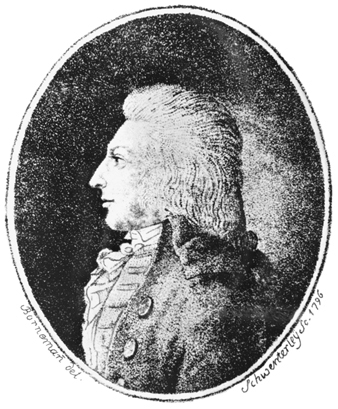
Christian Hendrik Persoon

クリスティアーン・ヘンドリク・ペルズーン（Christiaan Hendrik Persoon, 1761年2月1日 – 1836年11月16日）は、南アフリカ共和国出身のドイツの博物学者（分類学者、真菌学者、植物学者）。エリーアス・フリースらと並んで、菌類の分類研究の創始者の一人に数えられる。

## 生涯
南アフリカ共和国のステレンボッシュにて、ポメラニアの移民（ドイツ系アフリカーナー）の父とオランダ人（オランダ系アフリカーナー）の母親の下に生まれた。母親はクリスティアンが生まれてすぐ死去している。
13歳の時、教育のためにドイツに送られたクリスティアンであったが、その翌年に父親が死去した。
ハレ大学（マルティン・ルター大学ハレ・ヴィッテンベルク）で神学を学ぶ。しかし、22歳の時、人生を進路を医学に転じ、ライデン大学とゲッティンゲン大学（ゲオルク・アウグスト大学ゲッティンゲン）で学び、1799年に学位を得た。
医業の傍ら、余暇に植物学と真菌学の研究を行い、いくつかの著書を執筆した。1801年に著した『キノコの分類概論（原題：Synopsis Methodica Fungorum）』はキノコの分類の先駆的著作である。
1806年にフランスのパリへ転居し、同年11月16日に当地で没した。ペール・ラシェーズ墓地に埋葬されている。
ペルズーンが遺した標本の数々は、1825年に800ギルダーほどでオラニエ＝ナッサウ家に購入された。その後、ライデンのオランダ国立植物標本館のコレクションに加えられた。
ヤマモガシ科の1属であるPersooniaの名はペルズーンへの献名である。

## 著書
ここでは、著書の一部を掲載する。
- Observationes mycologicae (1795–1799)
- Synopsis methodica Fungorum (1801)
- Synopsis plantarum (1805–1807)
- Mycologia Europaea (1822–1828)